# Ihnatpil (stacja kolejowa)
Ihnatpil (ukr. Ігнатпіль) – stacja kolejowa w miejscowości Ihnatpil, w rejonie korosteńskim, w obwodzie żytomierskim, na Ukrainie. Położona jest na linii Kalinkowicze – Szepetówka.